# Amt Ostholstein-Mitte
Das Amt Ostholstein-Mitte ist ein Amt im Kreis Ostholstein in Schleswig-Holstein. Der Verwaltungssitz befindet sich in der Gemeinde Schönwalde am Bungsberg.

## Geschichte
Das Amt entstand zum 1. Januar 2005 aus den Gemeinden der bisherigen Ämter Neustadt-Land und Schönwalde.

## Geographie
Das Amtsgebiet erstreckt sich in der Mitte des Kreises Ostholstein. Es wird im Westen von der höchsten Erhebung Schleswig-Holsteins, dem Bungsberg, und im Osten von der Ostsee begrenzt.

## Amtsangehörige Gemeinden
1. Altenkrempe
2. Kasseedorf
3. Schashagen
4. Schönwalde am Bungsberg
5. Sierksdorf

## Wappen
Blasonierung: „In Blau ein mit dem Doppelbart nach oben weisender schräglinker goldener Schlüssel.“